# 步進等級
步進等級、步進，有時直接以Revision的直譯為版本號，在中央處理器架構核心或其它積體電路中指的是它們的電路設計版本編號。

## 詞源
步進等級具體指的是刻製像是中央處理器、圖形處理器等積體電路的一個或一組光刻掩模的工藝的版本，即標識一系列積體電路設計或光刻掩模版本資訊，會隨著這一系列處理器製造工藝或電路或新增特性的改進而改變。“Stepping level”一詞中“Stepping”來自於光刻機（“Stepper”），光刻機在作業過程中需要將晶圓上的光致抗蝕劑（感光性樹脂，俗稱“光刻膠”）暴露於紫外光照中。
通常來說，當積體電路研發製造商（如英特爾或超微半導體），發現：
- 原來電路設計的邏輯錯誤或設計有改進空間時，會進行除錯或改進其設計、進行功能性修復，以增進積體電路運作時的穩定性和效能、降低功耗與發熱量
- 改進掩模設計以增加某一類積體電路晶片的產量
- 有新的積體電路製作工藝/製程可以有效改進電晶體電氣效能
- 小幅增加新的電路以增加積體電路功能

在這些情況下，積體電路研發製造商就會投入資金來做一個新的步進等级的光刻掩模來製造另一批積體電路。而對於一些無廠半導體（專注於研發積體電路的架構，但其成品的製造過程則由像是台積電、聯電、格羅方德等專注於積體電路製造的公司來承包），一般是提供新的積體電路圖紙予積體電路製造商，在商業合同的約束下由製造商製作新的步進之光刻掩模，但是受積體電路製造商、晶圓廠的製作工藝/製程、晶圓品質等積體電路製造技術、材料因素等限制因素相比擁有晶圓廠、晶片工廠的積體電路開發商的要多。

## 用途及意義
對於一般的使用者，就中央處理器來說，新步進的製品會比上一步進的擁有更好的能效比，更低的發熱量、更低的預設電壓、或者比上一步進的製品擁有更好的超頻效能，甚至會有指令集的更新。舉個例子，如超微Phenom II C2步進升級為C3步進後的CPU核心能夠以更低的預設運作電壓來運作。
對於半導體公司，就中央處理器而言，步進等級編號是一個重要參數，也叫分級鑑別產品數據轉換規範，用以標識一系列處理器的設計或製造版本資料，有效地控制和跟踪所做的更改，或者說可對處理器製造商設計、生產和販售過程進行有效管理。很多CPU都有措施使其步進號可以被查到。舉個例子，在x86中央處理器上，運行CPUID操作碼並將EAX寄存器設定為“1”，會返回處理器步進等級、型號及其家族信息等值。某一系列的處理器，每次步進等級編號的改變也會可能更變其CPUID。步進等級編號可用CPU-Z、AIDA64等軟體查看。而對於圖形處理器來說，NVIDIA、英特爾設計的顯示核心一般會標註步進等級編號/版本號，作用與中央處理器的大同小異，但是AMD/ATI設計的顯示核心則是沒有標註步進等級編號/版本號（但是AMD自2012年發布的新GPU則已經標註上步進編碼）。

## 格式
以x86架構的中央處理器產品為例，一般步進等級的格式為“字母”+“數字”的字元組合，如「A0」。小幅度的電路修改，其步進等級只改變數字，如「A2」到「A3」；較大幅度的電路修改或生產製程改變較大時，其步進等級則改變字母，數字歸0，如「A4」到「B0」。字母越靠後、數字越大，表明步進等級越高，處理器越新。AMD、NVIDIA的GPU產品也沿用了這個版本號的格式。
不過像是ARM架構的SoC，一般採用「rXpY」的格式作為SoC的步進級別（一般稱作「版本號」），X、Y均為數字，由0開始算起，如r0p0、r1p2等，與x86 CPU一樣數字越大，製造晶片的掩模步進越新。值得注意的是而ARM CPU型號中「ARMv6」、「ARMv8」等指的是ARM指令集架構版本，與製作工藝無關。

## 外部連結
- What is a processor core stepping? （页面存档备份，存于）
- Prozessor Stepping beim Nachrüsten einer zweiten CPU bei Intel Dual Xeon Systemen beachten （页面存档备份，存于）